# Albert Löfgren
Pour les articles homonymes, voir Löfgren.
Johan Albert Constantin Löfgren (né à Stockholm le 11 septembre 1854 et mort à Rio de Janeiro le 30 août 1918) est un botaniste suédois ayant vécu au Brésil.

## Biographie
Parti au Brésil à l'âge de 20 ans dès la fin de ses études à Uppsala, Albert Löfgren y resta jusqu'à sa mort. Au cours de sa carrière, il fut à la tête de plusieurs services et institutions de recherche comme la section de botanique et météorologie de la commission géologique de São Paulo, le musée Sertório (devenu Museu Paulista), le jardin botanique de São Paulo, et la section de botanique du jardin botanique de Rio de Janeiro.
Löfgren fut le premier directeur du Horto Florestal de São Paulo, de 1907 à 1909, actuellement connu sous le nom de "Parque Estadual Alberto Löfgren" (Parc d'État Albert Löfgren (en)).
En 1878 il a épousé Emma Bremer, a eu six enfants, dont Axel Löfgren, ingénieur des mines à la Geological Survey et Mineralogical du Brésil et auteur de "Reconnaissance géologique des fleuves Tocantins et Araguaya" (1936).
Entre 1910 et 1913, Alberto Löfgren dirige la section botanique de l'Inspection des travaux contre la sécheresse (IOCS), à l'invitation de l'ingénieur et géologue Miguel Arrojado Ribeiro Lisboa (1872 - 1932). Sa mission était d'étudier la flore et l'état des sols de la région nord-est du pays, en proie à la sécheresse, en vue de son utilisation agricole et d'étudier les possibilités de reboisement. Pendant cette période, Löfgren a parcouru pendant longtemps les États de Bahia, Paraíba, Pernambuco et Ceará. Il a créé des jardins potagers à Juazeiro, Bahia, et Quixadá, Ceará, après avoir été directeur du jardin du Ceará jusqu'en 1912. 
En 1910, parcourant cette région, il collecta un herbier très riche et ses principales observations préliminaires sont consignées dans la publication de cette division intitulée « Notas botânicas, Notes botaniques ». À cette époque, lançant un programme de reboisement dans cette zone, Löfgren a créé plusieurs stations forestières, qui ont été installées à des endroits où, parallèlement aux expériences et aux manifestations culturelles, de grandes pépinières ont été créées pour la multiplication des meilleures essences.
Löfgren a défendu la préservation des forêts de São Paulo et la formation de forêts artificielles, ayant même soumis à la Chambre des députés une proposition de régulation et de protection des forêts de l'État. En 1901, il présente au président de l'État de São Paulo, Francisco de Paula Rodrigues Alves, un projet de protection et de régulation de l'exploitation des forêts, incluant la proposition d'une législation forestière. La même année, il est nommé à la tête d'une commission dont l'objectif est de rédiger une proposition de codification de la législation forestière brésilienne. L'initiative n'a pas abouti, mais ses idées ont soutenu l'élaboration du premier Code forestier brésilien, institué en 1934.
Il lança une campagne très dure pour sensibiliser le public aux causes environnementales. À la tête de mouvements écologistes, il s'est battu pour sensibiliser à la fois la population et les autorités à tous les niveaux. En 1900, Löfgren alerte les autorités sur la déforestation due à l'augmentation de la consommation de bois de chauffage par les chemins de fer, dont une ligne consommait 500 m3 par jour, soit 2 hectares de forêt détruite journellement. La même année commence une campagne de lutte contre la déforestation à Serra da Cantareira (en) (état de São Paulo.

## Œuvres
A. Löfgren a écrit un nombre considérable d'articles tant en météorologie qu'en botanique. Ne sont listées ici que les contributions botaniques, toutes en portugais.
- Contribuição para a Botânica Paulista. Região Campestre. Memoria das excursões botanicas de 1887, 1888 e 1889. Boletim da Commissão Geographica e Geológica do Estado de São Paulo, São Paulo, n.5, 1890.
- Ensaio para uma synonimia dos nomes populares das plantas indígenas do Estado de São Paulo. Boletim da Commissão Geographica e Geológica do Estado de São Paulo, São Paulo, n.10 e 16, 1894.
- Ensaio para uma distribuição dos vegetaes nos diversos grupos floristicos do Estado de São Paulo. Boletim da Comissão Geographica e Geologica de São Paulo, n.11, p.1-50, 1896.
- Phytographia : com indicação sobre o modo de colleccionar e preparar as plantas para o herbario para uso das escolas no curso de botânica. São Paulo: Carlos Jeep, 1900.
- As plantas úteis indígenas ou para introduzir. Boletim da Agricultura, n.2, p.169-186, 1901.
- A fructicultura em Argentina : Observações feitas numa Excursão á Buenos Ayres em Commissão do Governo do Estado de S. Paulo, Sao Paulo, 1904
- Flora paulista. (Parte 1 - Família Compositae; Parte 3 - Famílias Campanulaceae, Cucurbitaceae e Calyceraceae; Série Aggregatae, Família Valerianaceae). Separata de Boletim [da Commissão Geographica e Geológica de São Paulo], n. 12, 13, 14, 15. São Paulo: Typographia e papelaria de Vanorden & Cia., 1897-1905.
- Analysis de plantas: ensaio para uma botanica descriptiva das especies mais freqüentes em São Paulo e outros estados do Brazil. São Paulo: Typ. Vanorden, 1905.
- Resumo dos trabalhos efetuados no Horto Botânico durante o mês de janeiro de 1905. Boletim da Agricultura, 6:32-34, 1905.
- (avec H.L. Everett) Systema analytico de plantas : Ensaio para uma botanica descriptiva das especies mais frequentes em Sao Paulo e outros estados do Brazil, São Paulo, 1905
- Notas sobre as Plantas Exoticas Introduzidas no Estado de S. Paulo, São Paulo, 1906
- La flore de St. Paul. Revista do Centro de Sciencias, Letras e Artes de Campinas, Campinas, 5(2), p.53-61, 1906.
- Notas sobre as plantas exóticas introduzidas no Estado de São Paulo. São Paulo: Revista Agricola, 1906.
- Notas botânicas (Ceará). Rio de Janeiro: Inspectoria de Obras Contra as Seccas, Ministerio da Viação e Obras Publicas, + 23 pranchas s. numer., (Serie I, A, Publicação 2). 1910.
- Catalogo das plantas colhidas na viagem a Ceará. 1910.
- Contribuição para a questão florestal da região do nordeste do Brazil. Rio de Janeiro: Inspectoria Federal de Obras Contra as Seccas, 1912.
- A tamareira e seu cultivo. 1912.
- Mais algumas riquezas naturaes do Ceara. Revista Industrial, 1913.
- Hortos florestaes. 1914.
- O gênero Rhipsalis. Archivos do Jardim Botânico, Rio de Janeiro, v.1, p.59 -104, 25 estampas anexas. 1915.
- O problema da forragem nas seccas do Norte Chácaras e Quintaes, São Paulo, XIV (4), p.741-746, 1916.
- Novas contribuições para as cactáceas brasileiras sobre os gêneros Zygocactus e Schlumbergera. Archivos do Jardim Botânico do Rio de Janeiro, Rio de Janeiro, v.2, p.17-32,  estampas anexas. 1917.
- Novas contribuições para o gênero Rhipsalis Archivos do Jardim Botanico do Rio de Janeiro, Rio de Janeiro, v.2, p.33-45, 11 estampas anexas, 1917.
- Novos subsídios para a flora Orquidácea do Brasil. Archivos do Jardim Botanico, Rio de Janeiro, v.2, p.47-62, 9 estampas anexas 1917.
- Manual das Familias Naturaes Phanerogamas. Com chaves dichotomicas das Famílias e dos Gêneros Brasileiros. Rio de Janeiro: Imprensa Nacional, 1917.
- Novos subsídios para a flora Orchidaceae do Brasil. Arquivos do Jardim Botanico do Rio de Janeiro, Rio de Janeiro, v.2, p. 58, 1918.
- As plantas aclimatadas em São Paulo. [S.l.]: [s.n.], 19---.

Albert Löfgren est aussi l'auteur de plusieurs articles publiés dans le Boletim da Commissao Geographica e Geologica do Estado de São Paulo.

## Genres honorifiques
Albert Löfgren a son nom associé aux genres biologiques suivants :
- Loefgrenia (en) Gomont 1896 (Cyanophycée)
- Loefgrenianthus (en) Hoehne 1927 (Orchidacée)
- Loefgrenia Travassos 1920 (ver Trématode)